# Résolution 104 du Conseil de sécurité des Nations unies
Membres permanents
- Chine (Taïwan)
- États-Unis
- France
- Royaume-Uni
- URSS

Membres non permanents
- Brésil
- Colombie
- Danemark
- Liban
- Nouvelle-Zélande
- Turquie

Résolution no 103 Résolution no 105

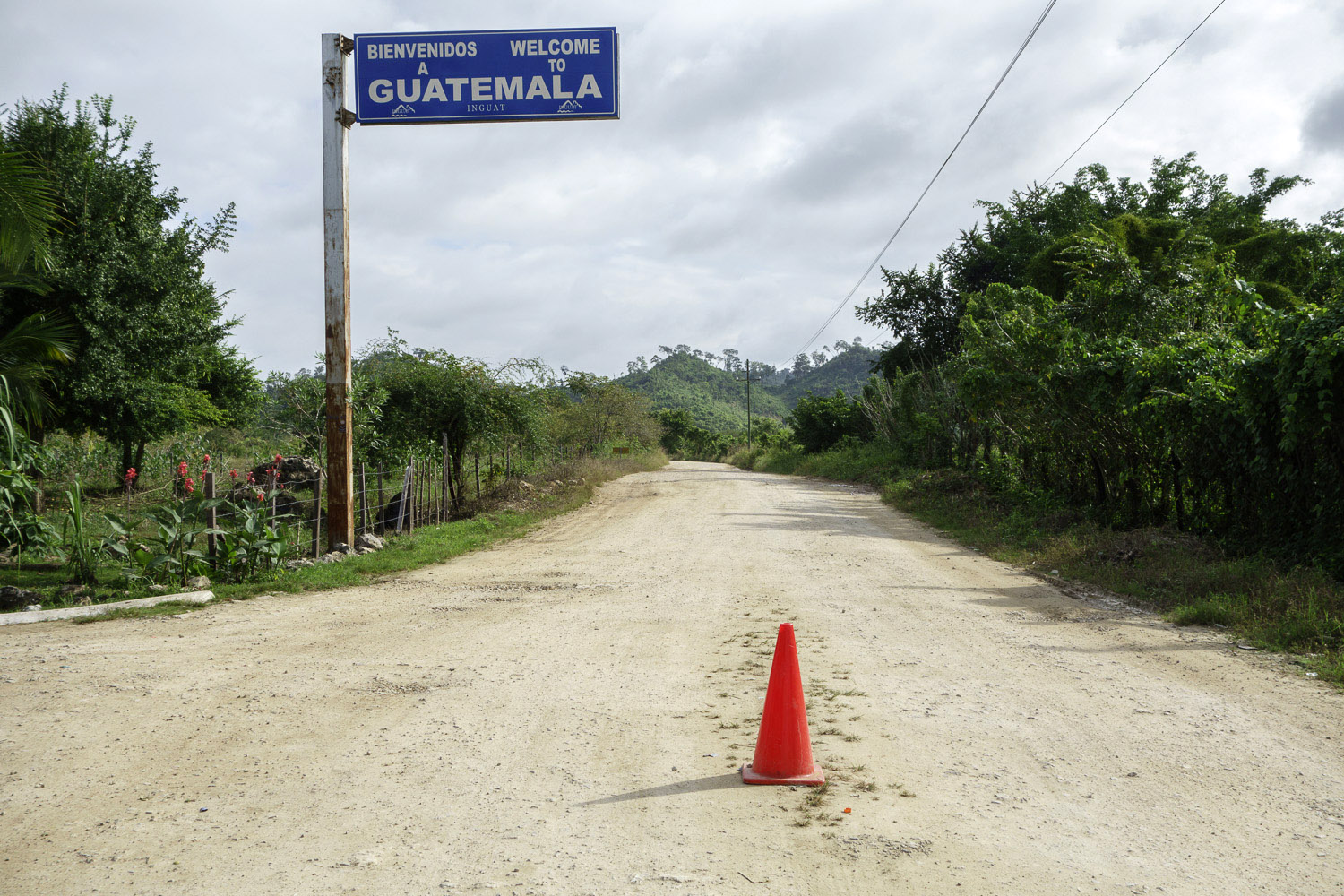

La résolution 104 du Conseil de sécurité des Nations unies est une résolution du Conseil de sécurité des Nations unies adoptée le 20 juin 1954.
Cette résolution, la première de l'année 1954, relative à une question présentée par le Guatemala, fait appel pour qu'il soit mis fin immédiatement à toute action susceptible de provoquer l'effusion de sang, et demande à tous les membres des Nations unies de s'abstenir de prêter aide à une telle action.
La résolution a été adoptée à l'unanimité.

## Texte
- Résolution 104 sur fr.wikisource.org
- Résolution 104 sur en.wikisource.org